# Highland whiskyrégió

A hat skót whisky-régió

A Highland whiskyrégió a legnagyobb területű skót whiskyrégió, számos lepárlóüzem található itt. A szakértők gyakran osztják északi, keleti, nyugati és déli alrégióra, amelyeken belül a stílusok közelebb állnak egymáshoz. Mindenesetre a legészakibb Pulteney és a legnyugatibb Oban egymáshoz nagyon közel álló, viszonylag száraz, a tenger sós fuvallatával körüllengett karakterisztikájú fajták.
A vezető – egymástól nagyon eltérő jellegű – single malt whiskyk a Clynelish, Dalwhinnie, Royal Lochnagar, Glengoyne, Aberfeldy és az Edradour. Edradour hosszú ideje Skócia legkisebb lepárlója a Perthshire-beli Pitlochry mellett.
Hivatalosan a Highland whiskyrégió része a nem hivatalos Islands whiskyrégió is.

## Highland Single Malt whiskyk
- Aberfeldy Single Malt
- Allt-a-Bhainne Single Malt
- An Cnoc
- Ardmore Single Malt
- Balbair Single Malt
- Ben Nevis Single Malt
- Benrinnes Single Malt
- Blair Athol Single Malt
- Clynelish Single Malt
- Dallas Dhu Single Malt
- Dalmore Single Malt
- Dalwhinnie Single Malt
- Deanston Single Malt
- Drumguish Single Malt
- The Edradour Single Malt
- Glen Albyn Single Malt
- Glencadam Single Malt
- Glen Deveron Single Malt
- Glen Eden Single Malt
- Glen Garioch Single Malt
- Glengoyne Single Malt
- Glenmorangie
- Glen Ord Single Malt
- Glenturret Single Malt
- Imperial Single Malt
- Inchgower Single Malt
- Inverarity Single Malt
- Loch Dhu Single Malt
- Loch Lomond Single Malt
- Loch Morar Single Malt
- Macphail's Single Malt
- Mannochmore Single Malt
- McClelland's Single Malt
- Millburn Single Malt
- Oban Single Malt
- Old Pulteney Single Malt
- Royal Brackla
- Royal Lochnagar Single Malt
- The Singleton Single Malt
- Teaninich Single Malt
- Tomatin Single Malt
- Tullibardine Single Malt